# Cirse laineux
Cirsium еriophorum
Espèce
Classification phylogénétique
Le Cirse laineux (Cirsium еriophorum) est une espèce de plantes à fleurs du genre Cirsium et de la famille des Astéracées (ou Composées).

## Variétés
- Cirsium еriophorum var. еriophorum
- Cirsium еriophorum var. platyonychinum

## Description
C'est une plante bisannuelle.

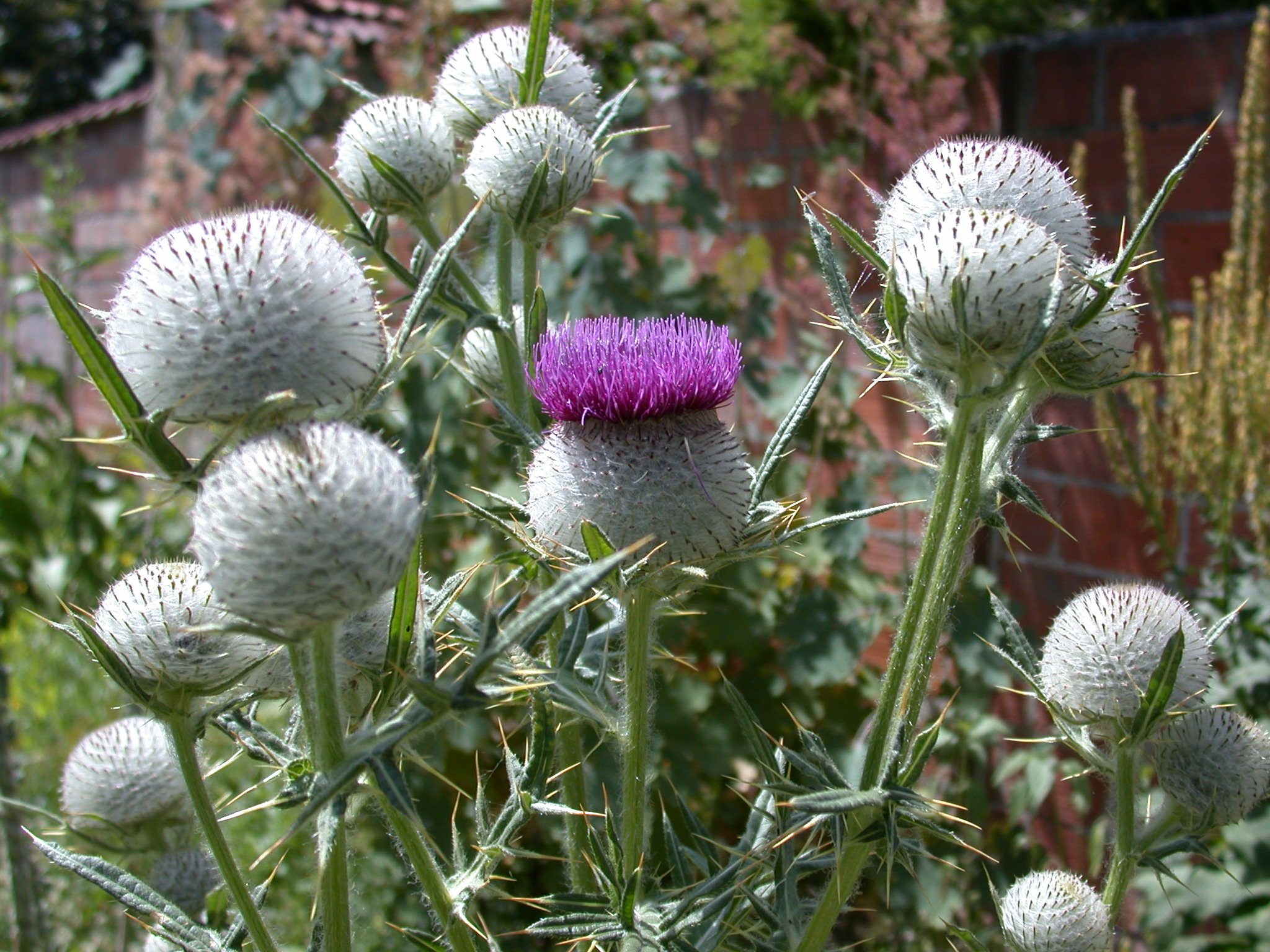
Début de floraison.
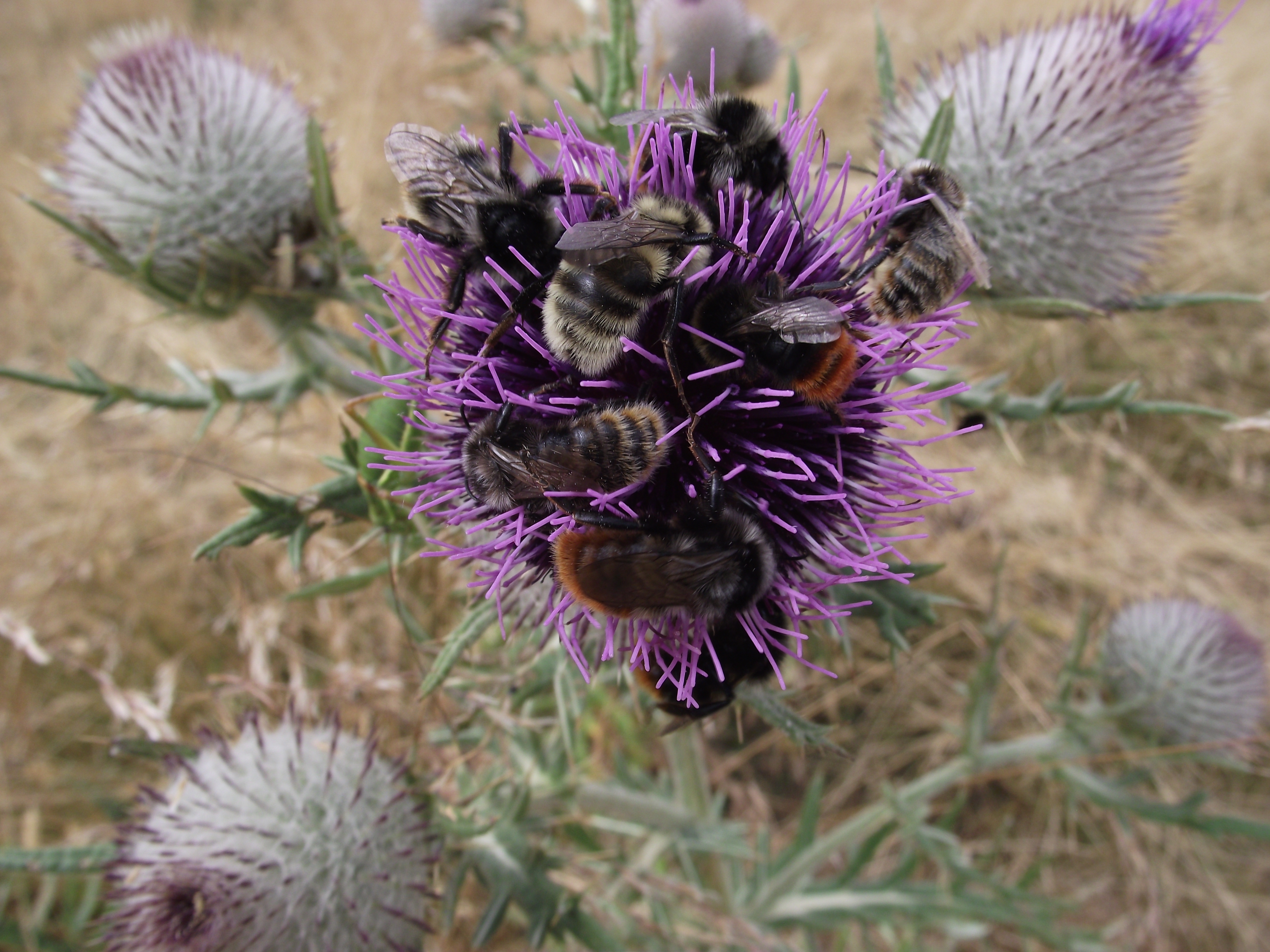
Capitule épanoui et butiné.
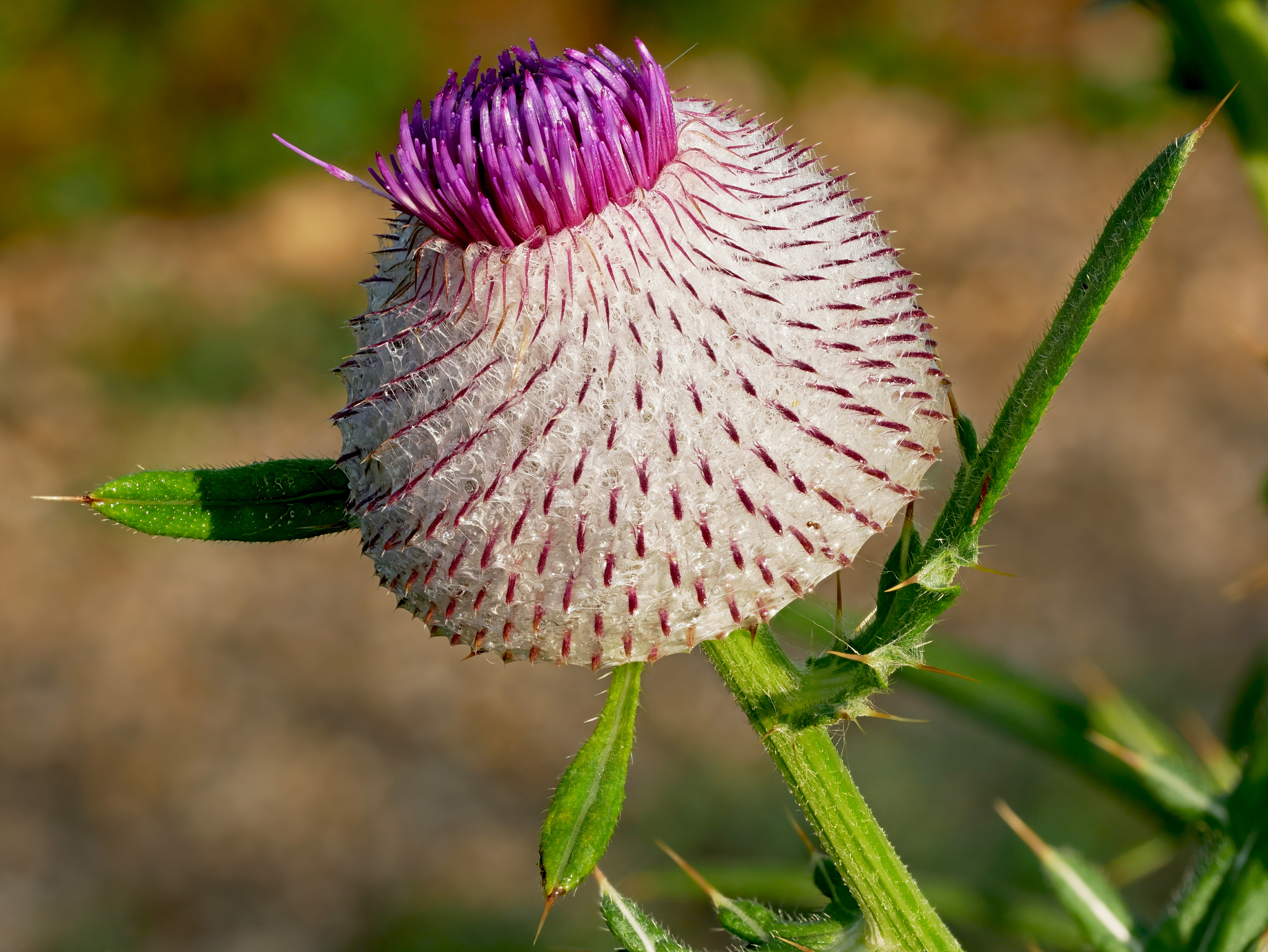
Cirsium eriophorum ; le diamètre de la fleur est d'environ 4 cm. Dans le parc national de Kozara (Bosnie-Herzégovine).
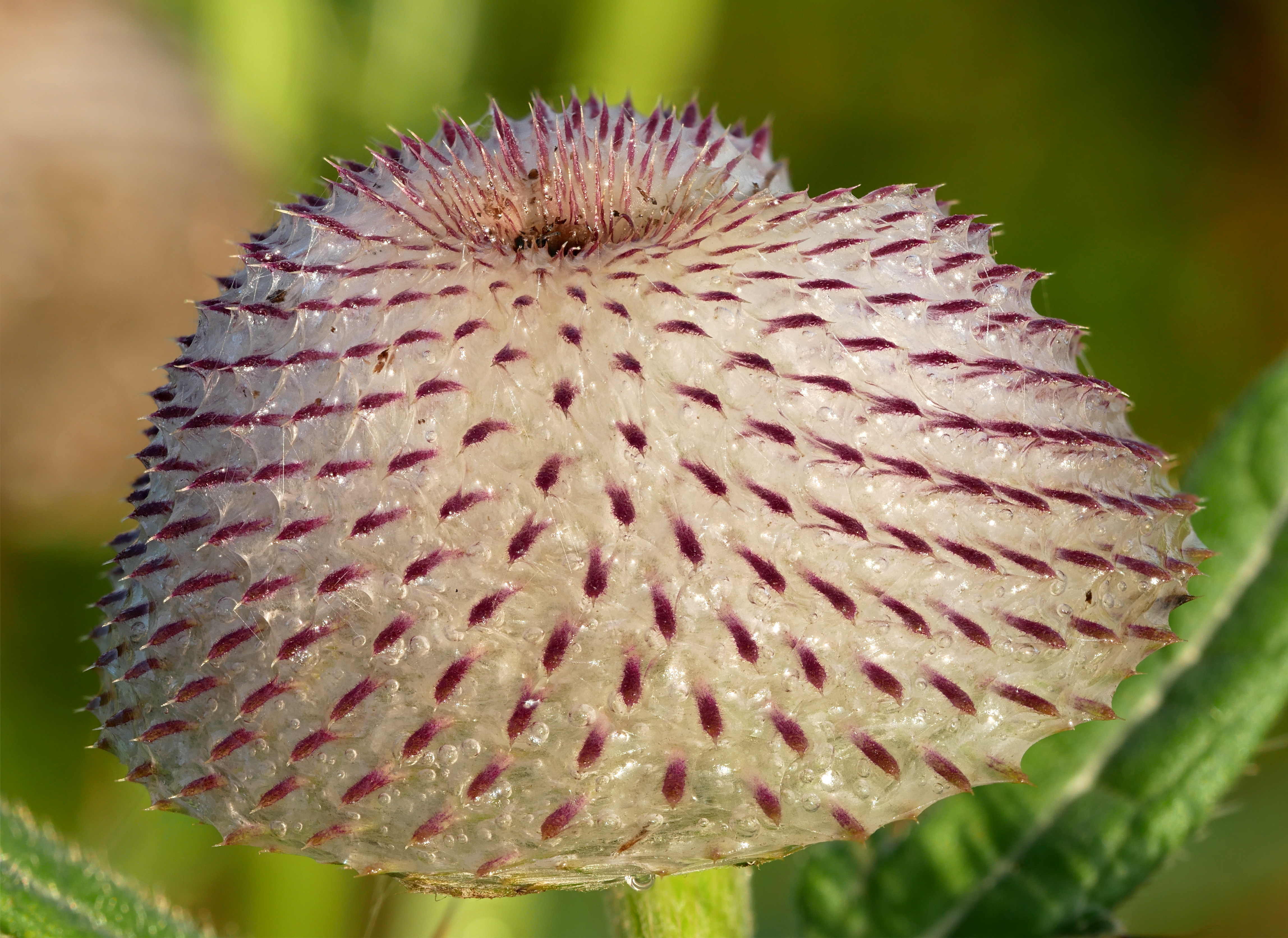
Le capitule avant floraison. Diamètre environ 4 cm. Dans le parc national de Kozara.

## Répartition
Le Cirse laineux est réparti sur une bonne partie de l'Europe. En France, on le trouve dans le Nord-Est en plaine ; les Alpes, le Massif central et les Pyrénées, jusqu'à 2 100 m d'altitude.

## Caractéristiques
- Organes reproducteurs :
  - Type d'inflorescence : capitule simple ou racème de capitules
  - Répartition des sexes : hermaphrodite
  - Type de pollinisation : entomogame, autogame
  - Période de floraison : juillet-septembre
- Graine :
  - Type de fruit :  akène
  - Mode de dissémination :  anémochore
- Habitat et répartition :
  - Habitat type : friches vivaces xérophiles, médioeuropéennes, mésothermes
  - Aire de répartition : européen

Données d'après : Julve, Ph., 1998 ff. - Baseflor. Index botanique, écologique et chorologique de la flore de France. Version : 23 avril 2004. 